# Vickers 6-ton
El Vickers 6-Ton Tank o Vickers Mark E fue un tanque ligero británico diseñado como un proyecto privado de la compañía Vickers. Al principio no le interesó al ejército británico, pero fue comprado y fabricado bajo o sin licencia por un gran número de fuerzas armadas extranjeras. A partir de su diseño fue fabricado el similar, pero mejorado por los soviéticos T-26. También fue el predecesor directo del tanque polaco 7TP. Al inicio de la Segunda Guerra Mundial era el segundo diseño de tanque más común en el mundo después del Renault FT-17.

## Historia, diseño y desarrollos
El primer Mark E fue construido en 1928 como una aventura privada por la firma Vickers-Armstrong Ltd. En el equipo de diseño figuraban los famosos diseñadores John Valentine Carden y Vivian Loyd. El casco estaba realizado con planchas de acero remachadas con un espesor de 25 mm en la parte delantera y en la mayor parte de la torreta y aproximadamente 19 mm en la parte posterior del casco. La potencia era proporcionada por un motor Armstrong Siddeley Puma de 80–95 cv (60-70 kW) (dependiendo de la versión), que le daba una velocidad máxima de 35 km/h en carretera.
Estos ejemplares tenían un innovador sistema de suspensión compuesto por conjuntos de bogies con pequeñas ruedas al que se denominó “suspensión Vickers”, sistema que fue adoptado y copiado por varios países. Este era un buen sistema para bajas velocidades, pero no para altas, por su mantenimiento. Ofrecía mejores prestaciones campo a través, a pesar de que no se podría comparar con la "suspensión Christie" contemporánea. Las orugas de acero de alta resistencia permitían una vida de más de 5.000 km, lo que era considerablemente mejor que la mayoría de los diseños de la época.

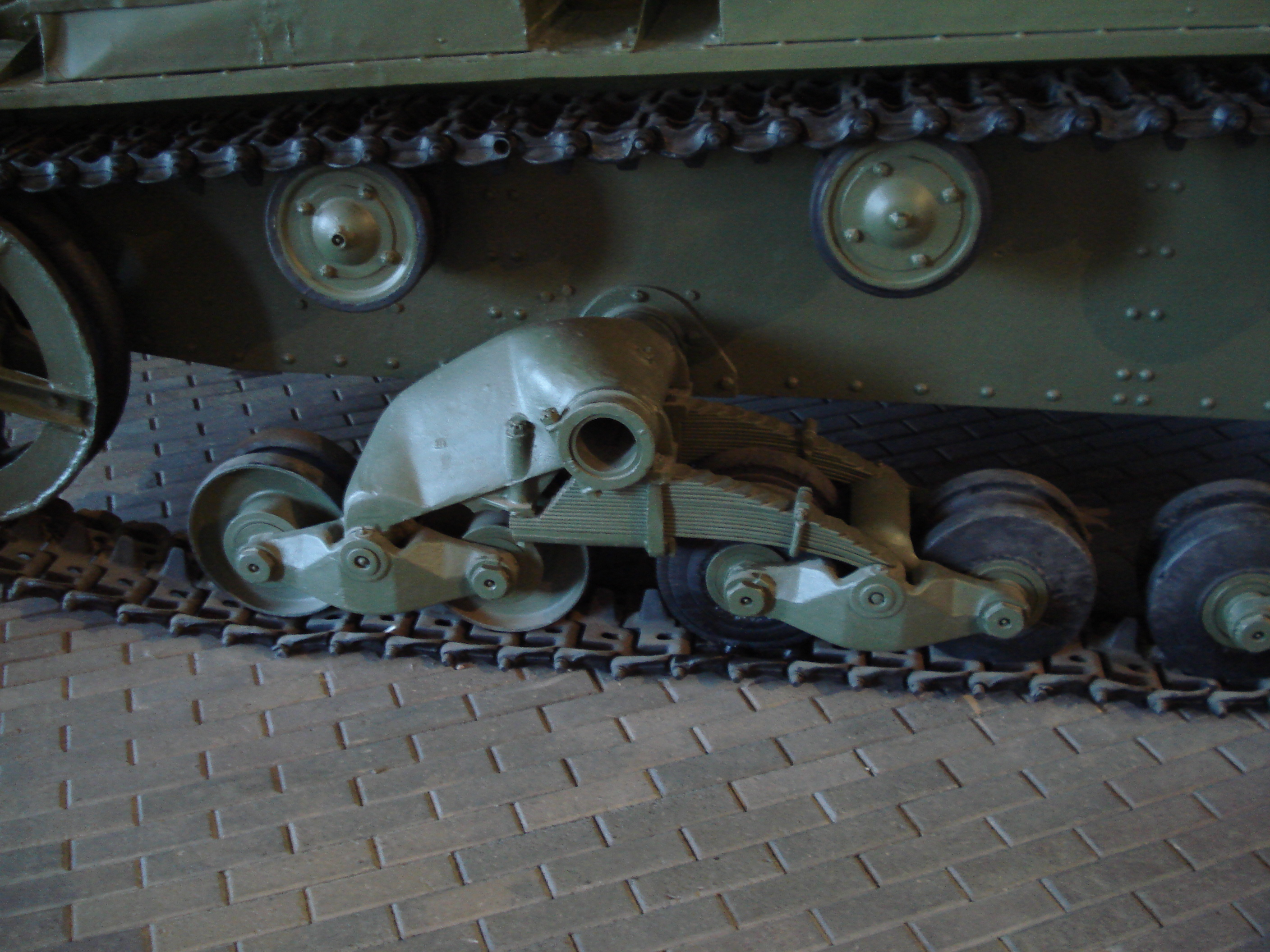
Detalle de la suspensión Vickers.

Otra característica del diseño era un tabique cortafuego entre el motor y el compartimento de combate. Disponía de un sistema de comunicaciones interior por laringófono. Los modelos posteriores tuvieron instalada una radio de onda corta Marconi.
El Vickers 6-ton fue construido en dos versiones:
- Tipo A con dos torretas, cada una armada con una ametralladora Vickers de 7,70 mm.
- Tipo B con una sola torreta para dos hombres, montando una única ametralladora Vickers y un cañón Vickers QF (Quick Firing) de 47 mm con caña corta, un arma para tanques desarrollada por la firma para exportación solamente.

El tipo B demostró ser una auténtica innovación. Se constató que la torreta de dos hombres con un cañón y una ametralladora coaxial aumentaba considerablemente la cadencia de fuego de ambas armas. A este modelo los diseñadores se referían como montaje dúplex. Los tanques anteriormente construidos estaban armados con una sola arma (como la familia Renault), y otros las tenían instaladas en diferentes partes de la torreta, pero que solo podían ser disparadas por un solo hombre. En su momento este diseño se convirtió en común en casi todos los tanques a partir del Mark E.
El ejército británico evaluó el Mark E, pero lo rechazó, aparentemente debido a ciertas cuestiones acerca de la fiabilidad de la suspensión. Vickers, a continuación, comenzó a ofrecerlo a otros países y pronto recibieron numerosos encargos procedentes de la Unión Soviética, Grecia, Polonia, Bolivia, Siam, Finlandia, Portugal, China, Bulgaria y Estados Unidos Un lote ya completado para Siam fue confiscado por los británicos al comienzo de la guerra. Vickers construyó un total de 153 (la cifra más comúnmente reconocida) Mark E.
Polonia adquirió 50 y la licencia para su producción local, construyendo un modelo con diversas modificaciones, con tomas de aire más grandes, ametralladoras Ckm wz.30, periscopio Gundlach de 360° y un motor Saurer diésel; este diseño entró en servicio como 7TP. Solo 38 del pedido original entraron en servicio, 12 permanecieron sin montar y más tarde utilizados para piezas de repuesto. De las 38 unidades de dos torretas originales, 22 fueron convertidas a la versión de torreta única, que fue modificada instalando un cañón Vickers QF de 47 mm.
A principios de 1928, la compañía presentó el Vickers Medium Tractor, basado en el chasis del Vickers 6-ton. Se pretendía venderlo en el mercado tanto para uso militar como civil. El ejército británico evaluó el tractor entre 1930 y 1932, pero finalmente lo rechazó. En 1934, Vickers desarrolló un tractor de artillería mejorado, propulsado por un motor diésel más potente.
Fue adquirido por el ejército británico en pequeñas cantidades como tractores de artillería para remolcar sus grandes cañones de 127 mm (60 libras). Doce fueron pedidos por el Ejército y designados como Dragon, Medium Mark IV. Mientras que la empresa alemana Siemens-Schuckert compró uno en 1935, China 23 en 1937 y la India 18. En 1939, fueron incluidos en la Fuerza Expedicionaria Británica y enviados a Francia, donde la mayoría fueron capturados por los alemanes.
La experiencia obtenida con las máquinas vendidas a Polonia mostró que el motor tendía a sobrecalentarse debido al pobre flujo de aire en el motor Puma refrigerado por aire. Este problema fue solventado añadiendo grandes tomas de aire a ambos lados del casco. Para un nuevo encargo belga se modificó el diseño para utilizar el motor refrigerado por agua Rolls-Royce Phantom II en su lugar. Este motor no encajaba en la parte trasera y tuvo que ser montado en el lado izquierdo del tanque, lo que requirió mover la torreta a la derecha y hacia atrás. El prototipo designado Mark F resultante fue evaluado por el ejército belga, pero rechazado. No obstante, se utilizó el nuevo casco, con el motor más antiguo, en las ventas a Finlandia y Siam.
Los soviéticos estaban particularmente satisfechos con el diseño y con haber obtenido la licencia de fabricación. Sin embargo, en su caso la producción local se inició como T-26 y finalmente se construyeron más de 12.000 ejemplares en varias versiones. La Unión Soviética fabricó al principio el modelo con torreta doble; tenían ametralladoras DT de 7,62 mm en cada torreta, o una combinación de una torreta con ametralladora y la otra con un cañón de 37 mm. Más tarde, las versiones más comunes montaron un cañón de 45 mm y dos ametralladoras DT. Las versiones finales de los T-26 estaban construidos mediante soldadura y, al final, el blindaje estaba inclinado en el casco y la torreta. Debido a su amplia utilización y ser una plataforma fiable, se fabricaron diversos vehículos de ingenieros basándose en el chasis, incluyendo lanzallamas y posapuentes ST-26, así como obuses autopropulsados de 122 mm SU-5. También fue construido un novedoso vehículo de demolición radiocontrolado basado en el T-26. Durante la guerra civil española, la Unión Soviética envió ejemplares del T-26 al ejército de la República Española. Los italianos sufrieron severas pérdidas a causa de estos tanques durante la batalla de Guadalajara (1937), y más tarde capturaron algunos que sirvieron como modelo para los tanques M11/39 y M13/40.
En 1939, durante la Guerra de Invierno entre la Unión Soviética y Finlandia, las fuerzas blindadas finlandesas consistían en alrededor de 32 Renault FT-17 obsoletos, algunos Vickers-Armstrong Mk.IV y 4 Vickers Light Tank Modelo 33 equipados con ametralladoras, así como 26 tanques Vickers Armstrong 6-ton. Este último había sido reequipado con cañones antitanque Bofors 37 mm al estallar la guerra. Solo 13 de los tanques lograron llegar al frente a tiempo para participar en las batallas.
En la batalla de Honkaniemi el 26 de febrero de 1940, los finlandeses emplearon los tanques Vickers por primera - y única vez- contra tanques soviéticos durante la Guerra de Invierno. Los resultados fueron desastrosos: de los trece Vickers finlandeses disponibles solo seis tanques 6-ton estaban en condiciones de participar en el primer asalto a las líneas rusas; para empeorar la cuestión, uno de ellos se vio obligado a detenerse al no poder cruzar una amplia zanja. Los cinco restantes siguieron adelante unos pocos cientos de metros, pero se toparon con decenas de tanques soviéticos en la aldea de Honkaniemi. Los tanques finlandeses lograron destruir tres tanques soviéticos pero pronto fueron puestos fuera de combate. En las escaramuzas que siguieron, los finlandeses perdieron dos Vickers más.

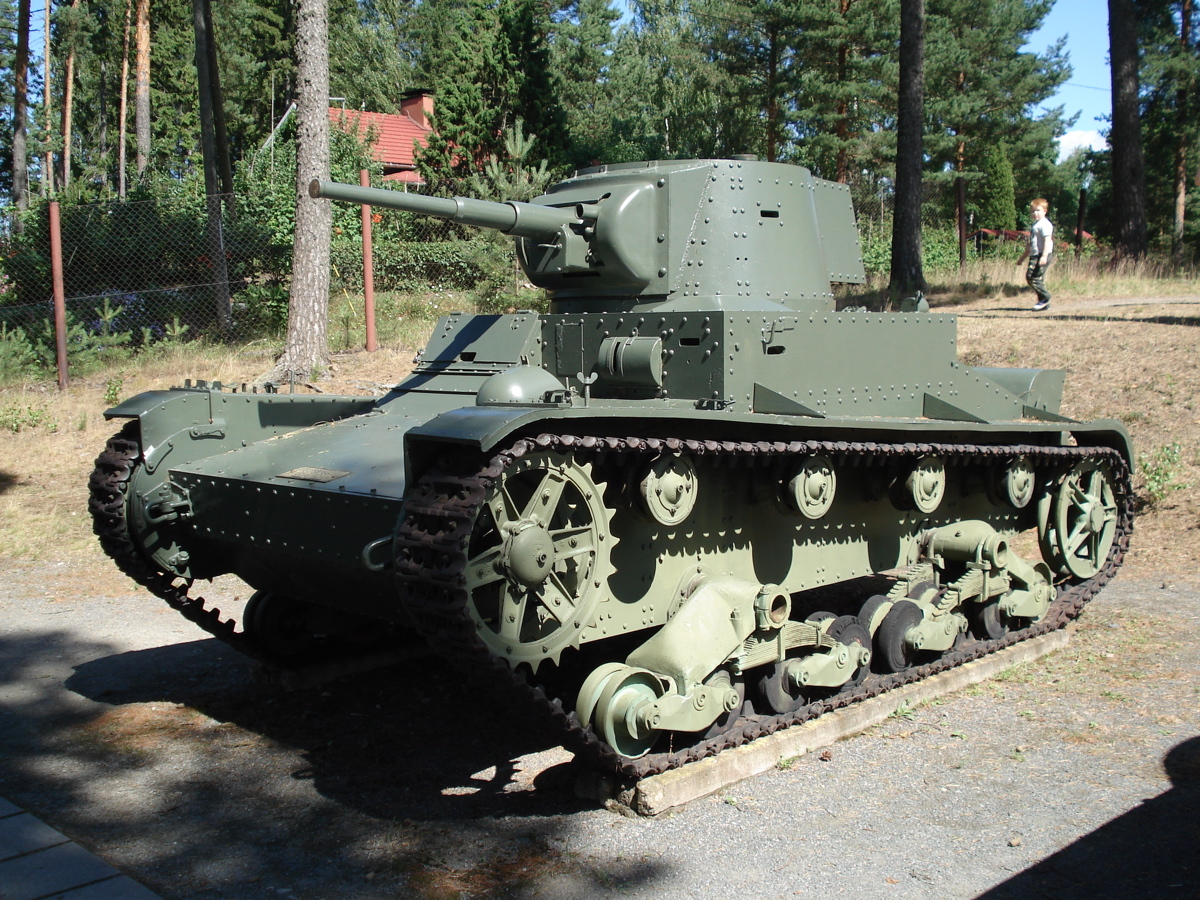
Vickers 6-ton finlandés, con torreta y cañón de 45 mm del T-26.

En 1941 los finlandeses rearmaron sus Vickers 6-ton con torretas de T-26 y su cañón ruso de 45 mm y los redesignaron como T-26E. Estos tanques fueron utilizados por el ejército finlandés durante la Guerra de Continuación; 19 tanques Vickers reconstruidos, junto con 75 T-26, continuaron en servicio después de terminar la Segunda Guerra Mundial. Algunos de estos tanques fueron mantenidos como tanques de entrenamiento hasta 1959, cuando fueron gradualmente reemplazados por tanques británicos y soviéticos más modernos.

## Usuarios
- Bolivia - Pese a que quiso adquirir 12 tanques en total, el 12 de octubre de 1932, Bolivia ordenó 3 tanques Vickers Mk. E. Antiguas publicaciones afirman que eran dos tanques de torreta doble tipo A y uno de torreta simple tipo B. Sin embargo, de acuerdo con los documentos de Vickers y los cablegramas del Ministerio de Relaciones Exteriores de Bolivia a su legación en Londres, se compraron un tanque de torreta doble tipo A (n.° VAE 532) y dos de torreta simple tipo B (n.° VAE 446 y 447). Estaban armados con ametralladoras Vickers Mk.IVb Class C/T de 7,65 mm y cañones QFSA Mk.II L/23 de 47 mm. Los tanques Vickers bolivianos fueron los primeros Mk.E en ser usados en combate y también fueron los primeros tanques usados en combate en América. En 1933 tomaron parte en la guerra del Chaco contra Paraguay. El tanque 447 fue destruido, mientras que los 532 y 446 fueron capturados por Paraguay.
- Bulgaria - El ejército búlgaro ordenó ocho Mk.E Tipo B en septiembre de 1936 (otras fuentes indican 1934), siendo entregados en 1938 y adscritos a la brigada acorazada. Actuaron en septiembre de 1944 contra los alemanes en Serbia y Kosovo al pasarse Bulgaria al bando aliado.
- España - Un Vickers Mk.E Tipo B ex boliviano comprado al Paraguay a través de un traficante de armas suizo, con número de fabricación VAE446. Probablemente homologado al modelo soviético T-26 tras reemplazarle la torreta.
- Finlandia - Compró 34 tanques a partir de 1938. El primer ejemplar correspondía al modelo estándar del tipo B y estaba armado con un cañón corto QFSA Mk.II de 47 mm; los restantes se adquirieron sin armamento y tenían el compartimiento de combate alargado derivado del fallido Mk.F, con un puesto adicional para el operador de la radio; estos fueron inicialmente armados con un cañón corto Puteaux SA18 de 37 mm procedente de los antiguos FT-17, y más tarde fueron reequipados con un cañón antitanque Bofors 37 Psv.K/36 de 37 mm como arma principal y 2 ametralladoras de 7,92 mm como armamento secundario (una coaxial al cañón y la otra en el puesto del radiotelegrafista). Se utilizaron en la guerra de Invierno contra la Unión Soviética. Después de la guerra, los tanques finlandeses Mark E fueron rearmados con cañones de 45 mm y/o torretas de tanques T-26 soviéticos capturados. Los finlandeses designaron a los Vickers reconstruidos como T-26E. Tras la guerra, fueron usados para entrenamiento y permanecieron en servicio hasta 1959.
- Grecia - Dos Tipo A y 2 Tipo B para evaluación, adquiridos durante o antes de 1935. Un pedido de 14 vehículos adicionales fue cancelado al estallar la Segunda Guerra Mundial.
- Paraguay - Un Tipo A ex boliviano capturado en 1933. Fue utilizado durante algunos años después de la guerra del Chaco, para ser finalmente emplazado como monumento hasta 1994, cuando fue devuelto a Bolivia.
- Polonia -  En 1930, el ejército polaco firmó un contrato para el suministro de 50 unidades, de las cuales 12 debían ensamblarse en su país bajo licencia; el primer vehículo en un principio causó una impresión positiva, pero, pronto se encontraron varias desventajas, incluido un motor sensible (incluso poco confiable) y con tendencia a sobrecalentarse, un armamento y protección débiles y una velocidad insuficiente. Por otro lado, el precio fue considerado excesivo, lo que hizo que el gobierno polaco cancelara el pedido en 1931 y solicitara el desarrollo de un modelo basado en el diseño de Vickers que resultaría en el 7TP.
- Portugal - Dos (uno de cada tipo) para evaluaciones.
- Reino Unido - El ejército británico había evaluado el Vickers 6-ton, pero lo rechazó. Al comenzar la Segunda Guerra Mundial, el Gobierno británico requisó 4 tanques del pedido de Siam (Tailandia) y otros tantos del finlandés, además de 2 prototipos. La mayoría tenían cascos de Mark F, con compartimiento de combate más largo y la torreta desplazada al lado izquierdo. Sirvieron para entrenamiento hasta el final de la guerra. También se emplearon 12 tractores medianos Dragon Mk.IV derivados de este modelo de tanque. Todas las unidades se desplazaron al continente con la Fuerza Expedicionaria Británica, siendo abandonados en la retirada de Dunquerque.
- República de China - El gobierno chino compró 16 Vickers Mk.E Tipo B en 1935, a los que siguieron otros cuatro al año siguiente con equipo de radio. Combatieron contra los japoneses especialmente en la Batalla de Shanghái en 1937. También se adquirieron 23 tractores medianos Dragon Mk.IV derivados del tanque Vickers.
- Tailandia (antes Siam) - Treinta Vickers Mk. E tipo B, entregados entre 1933-34 entraron en combate durante la breve Guerra Franco-Tailandesa en la Indochina francesa. También emplearon 26 unidades de un derivado del Dragon Mk.IV, que montaba un cañón automático Vickers Pom-Pom de 40 mm. Antes de estallar la guerra habían solicitado más unidades (4), pero, a su inicio fueron requisadas por los británicos.
- Unión Soviética - Fue el primer comprador del Vickers Mk.E. En 1931 adquirió 15 Mk.E Tipo A y la licencia de fabricación de las dos variantes. Los soviéticos desarrollaron este diseño y fabricaron el T-26 (unos 12.000).
- Otros - Vickers envió también unidades de demostración a los Estados Unidos, Rumania, Japón, Italia y Estonia (una a cada país, al parecer del Tipo A). Se dice que en los Estados Unidos influenció el diseño de los tanques ligeros T1 y T2 de 1934 y los M2A2 y M2A3 de torretas gemelas de 1935 y 1938.